# Fieberiella aschei
Fieberiella aschei är en insektsart som beskrevs av 1988 Silke Meyer-Arndt utifrån ett specimen funnet i Turkiet. Arten ingår i släktet Fieberiella och familjen dvärgstritar. Inga underarter finns listade i Catalogue of Life.